# English Electric Thunderbird
Инглиш Электрик Тандербёрд (англ. English Electric Thunderbird — Громовая Птица из мифов канадских индейцев) — британский зенитный ракетный комплекс, состоявший на вооружении с 1957 по 1977 год. Разработан по заказу Британской Армии для защиты военных баз и стратегических армейских объектов.

## История
В 1949 году, после испытаний в СССР ядерного оружия, правительство Великобритании озаботилось вопросом защиты территории страны от воздушно-ядерного нападения. Среди прочих мер, к разработке был принят проект «Stage»: поэтапная разработка зенитных ракет для защиты территории страны. Стадия «Stage-1» предусматривала создание ЗРК среднего радиуса действия для обороны военных баз и наиболее важных объектов. Этот ЗРК должен был бы обладать дальностью не более 20 миль, и эффективно противодействовать налётам дозвуковых/трансзвуковых самолётов.
В рамках «Stage-1» были предложены два параллельных проекта управляемых зенитных снарядов: проект фирмы «English Electric» под радужным кодом «Red Shoes» (с англ. — «красные ботинки») и проект фирмы «Бристоль» с радужным кодом «Red Duster»(с англ. — «красный пыльник»). В итоге, британское правительство решило продолжить разработки сразу двух проектов, для подстраховки на случай неудачи одного из них. Программа фирмы «Бристоль» в итоге стала основой для ЗРК Bristol Bloodhound, состоявшего на вооружении RAF с 1958 по 1994 год. Программа же «English Electric» завершилась созданием «Тандербёрда».

## Конструкция

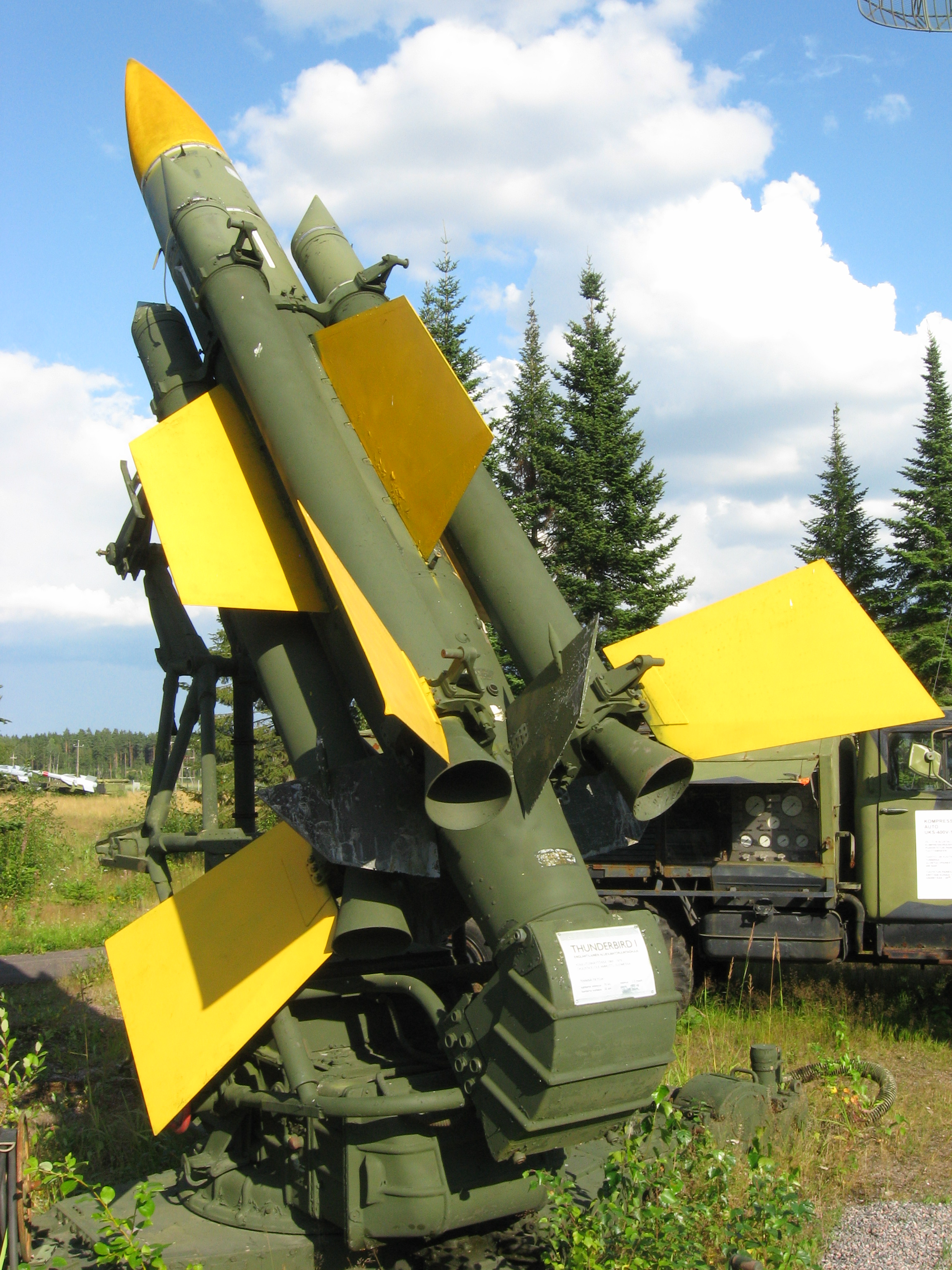
"Thunderbird" Mk. I в финском музее (учебная ракета, закупленная для испытаний)

Во многом похожая внешне на своего основного конкурента, управляемая зенитная ракета «English Electric Thunderbird» имела узкий цилиндрический фюзеляж с коническим головным обтекателем. Её длина составляла 6,5 метра, при диаметре 52,7 сантиметров. К хвостовой части фюзеляж слегка сужался.
Оперение ракеты состояло из четырёх коротких трапециевидных крыльев-стабилизаторов, расположенных крестообразно в центральной части корпуса, и поворотных хвостовых рулей.
Первоначально предполагалось, что ракета будет иметь твердотопливный стартовый ускоритель и жидкостной маршевый двигатель. Но в процессе разработки, маршевый двигатель (по требованию армейского командования) также было решено сделать твердотопливным. За счет этого упрощалось обслуживание ракеты, исчезала необходимость в дозаправке перед применением, и уменьшалось время подготовки к пуску. Оборотной стороной было ограниченное время работы двигателя: твердотопливный двигатель выгорал сравнительно быстро, и значительную часть траектории ракета пролетала по инерции, что снижало её маневренность на заключительной стадии.
Запуск «Тандербёрда» осуществлялся с помощью четырёх твердотопливных ускорителей «Gosling». Ускорители размещались кольцом вокруг хвостовой части ракеты. Для эффективной стабилизации полёта ракеты в начале разгона, на каждом ускорителе был установлен большой стабилизатор, сбрасывающийся вместе с ускорителем после включения маршевого двигателя. Основной фюзеляж ракеты «опирался» на кольцо ускорителей: после полного выгорания таковых и активации маршевого двигателя, ракета выскальзывала из креплений и летела далее.
Наведение ракеты на цель осуществлялось наземной РЛС тип 83 «Yellow River»  (На вторых моделях — «Firelight») в сочетании с РЛС обнаружения целей. К моменту начала поставок ракеты в войска в 1958 году этот радар, работающий в импульсном режиме, уже устарел, был чувствителен к радиопомехам и не обеспечивал поражение целей на малых высотах. Отраженные от цели лучи радара принимались полуактивной головкой самонаведения ракеты.

## Задействованные структуры
В разработке и производстве ракет и сопутствующего оборудования были задействованы следующие структуры (через дробь указаны альтернативные войсковые наименования радиолокационной техники):
Thunderbird I
- Ракетный комплекс в целом — English Electric Company Ltd → British Aircraft Corporation, Guided Weapons Division, Стивенидж, Хартфордшир, Восточная Англия;
- Маршевый ракетный двигатель — Imperial Chemical Industries, Киддерминстер, Вустершир, Вест-Мидлендс; → Rolls-Royce Ltd, Дерби, Дербишир, Ист-Мидлендс;
- Двулучевая радиолокационная станция обнаружения целей и контроля воздушной обстановки Type 86 Indigo Corkscrew (AD11) — Associated Electrical Industries Ltd[англ.], Рагби, Уорвикшир, Вест-Мидлендс; Marconi Wireless Telegraph Co. Ltd[англ.], Челмсфорд, Эссекс, Восточная Англия;
- Импульсная радиолокационная станция сопровождения и подсветки целей Type 83 Yellow River / Sting Ray — British Thomson-Houston[англ.], Рагби, Уорвикшир, Вест-Мидлендс; Associated Electrical Industries Ltd, Рагби, Уорвикшир, Вест-Мидлендс; Marconi Wireless Telegraph Co. Ltd, Челмсфорд, Эссекс, Восточная Англия;

Thunderbird II
- Ракетный комплекс в целом — те же подрядчики;
- Двулучевая радиолокационная станция обнаружения целей и контроля воздушной обстановки Type 88/89 Green Ginger / Big Ears (AD12) — Associated Electrical Industries Ltd, Рагби, Уорвикшир, Вест-Мидлендс; Marconi Radar Systems Ltd, Челмсфорд, Эссекс, Восточная Англия; Cossor Electronics Ltd[англ.], Харлоу, Эссекс, Восточная Англия;
- Когерентная радиолокационная станция сопровождения и подсветки с непрерывным излучением Type 86 Firelight / Blue Anchor (AD10) — Ferranti Semiconductor Ltd, Чаддертон, Большой Манчестер, Северо-Западная Англия;
- Предохранительно-исполнительный механизм — Electric & Musical Industries, Ltd, Хайес, Мидлсекс, Большой Лондон.

## Разработка
Испытания ракеты «Thunderbird» начались в середине 1950-х. Продвигались они достаточно быстро, однако, ряд задержек был связан с итоговым переходом на твёрдое ракетное топливо для маршевого двигателя и отработкой различных топливных смесей на прототипах. В 1957 году, армия окончательно приняла «Тандербёрд» как свой основной зенитный ракетный комплекс, отказавшись от «Бладхаунда» в пользу Королевских ВВС. Этот выбор был обоснован лучшими характеристиками твердотопливного «Тандербёрда» по сравнению с ранними образцами «Бладхаунда» с прямоточным двигателем, большей надёжностью твердотопливной ракеты и её большей мобильностью (что соответствовало взглядам армии на применение зенитных ракет вблизи линии фронта). Ко времени принятия комплекса на вооружение уже несколько сот предсерийных образцов ракет было запущено в опытном порядке на полигоне Королевского авиационного института в Аберпорте (Уэльс) и испытательном полигоне правительственного Научно-исследовательского института вооружений в Вумере (Южная Австралия). Стрелковые испытания , ведшиеся с 1955 по 1957 гг. показали высокую боевую эффективность комплекса при стрельбе по воздушным целям в различных условиях воздушной и наземной обстановки, погодно-климатических условиях и т.п. К производству предполагалось привлекать подрядчиков только на Британских островах.

## Принятие на вооружение
«Thunderbird» был принят на вооружение в июле 1957 года, чуть раньше «Бладхаунда», — Министерство снабжения Великобритании разместило заказ на серийное производство комплекса на предприятиях «English Electric». Первые серийные модели поступили на вооружение 36-го и 37-го тяжёлого полка противовоздушной обороны в 1958 г., заменив стоявшие до этого на вооружении 94-миллиметровые (3,7-дюймовые) тяжёлые зенитные орудия. Каждый полк состоял из трёх батарей. На армейской службе, «Тандербёрд» обычно разворачивался батареями в составе:
- РЛС обнаружения и целеуказания (стационарной или на полуприцепе) — Type 88 Green Ginger (частота 1—3 ГГц);[11]
- РЛС сопровождения и подсветки целей, на первых моделях — Type 83 Yellow River / Sting Ray (частота 4—10 ГГц), на вторых моделях Type 86 Firelight / Blue Anchor (частота 10 ГГц);[11]
- Поста управления
- 4 (в конце службы — 8) пусковых установок
- Генераторной станции

На момент постановки на вооружение, ракеты оснащались осколочно-фугасной боевой частью, которые позже предполагалось заменить ядерными, как в американских зенитных ракетных комплексах «Nike Hercules» и «Talos».
С 1959 по 1961 год, ракеты использовались для обороны армейских баз в Великобритании. В 1961 году, в связи с изменениями в британской оборонительной стратегии, ЗРК были переброшены в Западную Германию, где использовались для прикрытия военных баз Рейнской Армии. Это было связано с быстрым расширением советского арсенала баллистических ракет среднего радиуса действия, в результате чего британские военные пришли к выводу, что именно БРСД, а не бомбардировочная авиация станут основным средством первого удара по территории Соединённого Королевства.
Незадолго до принятия ракеты на вооружение, в 1957 году, было принято решение о её капитальной модернизации с использованием наработок по отмененному проекту «Stage-2». В первую очередь, замене подлежали РЛС: старые импульсные локаторы сопровождения цели были заменены новой РЛС Тип 86 «Yellow Temple». Эта работающая в режиме непрерывного излучения станция существенно улучшила устойчивость комплекса к помехам и уменьшила минимальную высоту поражения целей до 50 метров. Сама ракета также была модернизирована, установкой более мощного маршевого двигателя и увеличенных ускорителей. Характеристики комплекса в результате существенно повысились, дальность его действия увеличилась до 60 километров.
Новая ракета под обозначением «Thunderbird Mk.2» поступила на вооружение в 1965 году. Однако, к этому моменту её основной конкурент Bristol Bloodhound, также прошел модернизацию, которая привела к появлению ракеты «Бладхаунд Mk.2», значительно превосходящей по характеристикам модернизированный «Тандербёрд». В 1960-х армия рассматривала возможность замены «Тандербёрдов» мобильной версией «Бладхаунд Mk. IV», но по экономическим причинам проект не был реализован.
В 1970-х «Громовые Птицы» начали постепенно сниматься с вооружения, заменяясь новыми, более компактными и мобильными ЗРК ближнего радиуса действия «Рапира». Армия более не видела смысла в сохранении на вооружении тяжёлых ЗРК имевших ограниченную мобильность, так как основными целями армейских зенитных ракет теперь была штурмовая авиация и вертолёты неприятеля. В отличие от «Бладхаунда», «Тандербёрд» был признан недостаточно эффективным, чтобы передать его ПВО британской метрополии и в 1977 году был снят с вооружения.
Экспортного успеха «Тандербёрд» не имел. Помимо Великобритании, ракеты использовались только в Саудовской Аравии, закупившей в 1967 году 37 списываемых ракет «Thudnerbird Mk.I». Планы по приобретению британских зенитных ракет: либо «English Electric Thunderbird», либо «Bristol Bloodhound», высказывала в 1960-х Финляндия, но в итоге ограничилась закупкой некоторого количества ракет в инертном снаряжении для сравнительных испытаний. В 1960-х к «Тандербёрдам», также высказали интерес Ливия и Замбия, но переговоры не увенчались подписанием контракта на поставку.

## Модификации
- English Electric Thunderbird Mk I — базовый вариант ЗРК, на вооружении с 1958 года. Использовал импульсный радар для целеуказания и имел дальность действия порядка 40 км.
- English Electric Thunderbird Mk II — улучшенная модификация ракеты, поступившая на вооружение в 1965 году. Использовала новый радар непрерывного излучения и имела дальность действия порядка 60 км.
- Red Rose (RSC[12]) — предлагавшийся к рассмотрению в 1950-х проект оперативно-тактической ракеты на базе ЗУР «Thunderbird». Имела увеличенные габариты и предназначалась для доставки ядерного заряда на дистанцию 80-140 км. Не принята к разработке.

## Комментарии
1. ↑  Указана дата размещения Министерством снабжения Великобритании заказа на серийное производство, который следует за принятием того или иного опытного образа на вооружение[1].
2. ↑  Аналогичный применяемому на «Бладхаунде» Mk I